# Palmetto Bay
Palmetto Bay és una població dels Estats Units a l'estat de Florida. Segons el cens del 2000 tenia 24.469 habitants.

## Demografia
Segons el cens del 2000, Palmetto Bay tenia 24.469 habitants, 7.970 habitatges, i 6.783 famílies. La densitat de població era de 1.082,7 habitants/km².
Cap de les famílies estaven per davall del llindar de pobresa.